# Tylonotus bimaculatus
Tylonotus bimaculatus là một loài bọ cánh cứng trong họ Cerambycidae.